# 塔奈
塔奈（法語：Tannay）是瑞士联邦西部法语区的沃州下设的一个镇。在行政上属于尼永区管辖。塔奈的总面积为1.82平方公里。截至2010年底，总人口为1,528。

## 地理
塔奈位于沃州西南部，莱芒湖西北岸。